# Arbre des technologies
Dans beaucoup de jeux vidéo de stratégie, que ce soit en temps réel ou au tour par tour, un arbre des technologies ou arbre à technologie est une représentation graphique abstraite des dépendances existantes entre les différentes technologies disponibles dans le jeu.

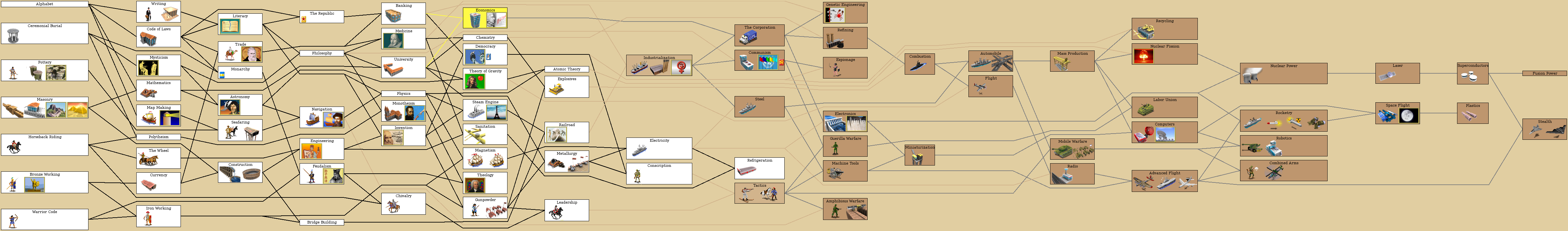
Capture d'écran de l'arbre des technologies du jeu Freeciv dans sa version anglaise 2.1.8 GTK client.

## Principe des recherches dans un jeu de stratégie
Dans de nombreux jeux de stratégie, toutes les technologies (structures, unités, capacités) ne sont pas disponibles immédiatement. Le joueur commence généralement la partie avec seulement quelques technologies de base et doit effectuer des recherches ou construire des structures spécifiques pour pouvoir débloquer les éléments supérieurs. Chaque technologie recherchée par le joueur ouvre sur de nouvelles possibilités, mais peut (sur certains jeux) fermer la voie vers d'autres technologies. L'arbre des technologies est la représentation de toutes les dépendances entre les technologies existantes.
Une évolution technologique peut se présenter sous plusieurs formes :
- la recherche d'une technologie spécifique qui peut :
  - donner une nouvelle capacité à un type d'unité
  - améliorer une capacité existante d'un type d'unité
  - permettre de construire un nouveau bâtiment
- la construction d'un nouveau bâtiment ou l'évolution d'un bâtiment existant, qui peut permettre de :
  - construire de nouveaux types d'unités
  - construire de nouveaux bâtiments
  - rechercher de nouvelles technologies

On dit d'un joueur en train d'effectuer une ou plusieurs recherches technologiques qu'il "tech" (prononcé "tèque"). L'analyse d'un arbre des technologies peut mener les joueurs à mémoriser et utiliser des build orders spécifiques (des séquences de constructions qui leur permettent d'accéder rapidement à certaines technologies et prendre un avantage dans la bataille).

## Mathématiquement
Un arbre des technologies ressemble visuellement beaucoup à un arbre, avec plusieurs branches, car les recherches technologiques des jeux de stratégie sont rarement linéaires. Théoriquement, en revanche, l'arbre des technologies n'est pas un arbre au sens de la théorie des graphes, car plus d'un parent peuvent partager le même enfant. Un arbre des technologies est plus exactement un graphe orienté acyclique.

## Histoire
Les arbres des technologies sont apparus dans les premiers jeux de stratégie en temps réel et de stratégie tour par tour. Le premier jeu à avoir un mécanisme de recherches est MegaLoMania en 1991, doté d'un système de recherche niveaux/époques qui permet le déploiement de meilleures unités et défenses. Civilization, en 1991, est le premier jeu vidéo à implémenter la structure classique des arbres des technologies des jeux d'aujourd'hui. Dune II, en 1992, en est un autre exemple.

## Implémentations et équilibrage
Les arbres des technologies sont implémentés de différentes façons :
- Des jeux comme StarCraft ou la série des Command and Conquer ont un arbre des technologies différent pour chaque race ou faction. En contrepartie, chaque unité trouve une unité aux propriétés proches dans chaque autre race (dans StarCraft, le Goliath des Terrans, l'Hydralisk des Zergs et le Dragon des Protoss sont toutes des unités au sol dotés d'une attaque à distance).
- Des jeux comme Age of Empires ont un seul arbre des technologies pour toutes les civilisations, mais certaines civilisations ne peuvent pas accéder à certains éléments de l'arbre. En contrepartie, elles sont avantagées d'une autre manière. Par exemple, les égyptiens ne peuvent pas accéder aux unités de siège, mais ils possèdent un bonus pour l'agriculture.
- Des jeux comme Civilization permettent à chaque race d'accéder aux mêmes éléments, mais la configuration de l'arbre est différente pour chaque race : les technologies de départ sont différentes d'une civilisation à l'autre.

Ces différences favorisent pour chaque race certains types de stratégies. Le choix de la race par le joueur devient un critère tactique.
En général, les arbres des technologies, même différents entre les camps, donnent des unités similaires, ou sont combinés à des équilibrages de diverses valeurs (prix des unités, puissance, etc.) qui permettent d'équilibrer globalement les camps. Certains jeux comme Warcraft III ont des mécanismes de statistiques poussés sur les parties jouées sur Internet qui permettent de mettre plus facilement en évidence les déséquilibres entre chaque races. De cette manière des patchs correctifs peuvent être créés régulièrement pour équilibrer le jeu. Cependant, ces patchs modifient généralement les valeurs plus que l'arbre des technologies. Celui-ci est modifié plus rarement à l'occasion de la sortie d'extensions (qui rajoutent de nouvelles technologies).

## Philosophie
Un arbre des technologies a des propriétés et des impacts divers, réalistes ou non :
- les technologies de haut niveau sont toujours avantageuses. Elles engendrent une croissance économique, une augmentation de la puissance militaire (par l'augmentation des capacités des unités ou la facilité de construction), et très occasionnellement, la victoire
- Les progrès arrivent par révolutions scientifiques, et pas par évolutions graduelles. Une recherche n'est pas appliquée avant d'être totalement terminée. Une fois finie, elle améliore l'unité ou débloque une nouvelle capacité instantanément. Cependant, dans certains jeux et pour certaines technologies, chaque unité doit se développer elle-même pour être capable d'utiliser la nouvelle technologie.
- Les progrès scientifiques sont prévisibles. Consacrer une ressource a une recherche va toujours aboutir à une évolution prévue qualitativement et quantitativement. À l'inverse, ne consacrer aucune ressource va aboutir à une complète stagnation.
- Une recherche est menée sur une cible particulière. Si certains jeux permettent de gérer des champs de recherche vastes (comme Sid Meier's Alpha Centauri), la plupart utilisent un système qui oblige à choisir une technologie, et dont la recherche s'effectue jusqu'à ce qu'elle soit terminée.
- Le coût du progrès augmente. Les recherches de haut niveau sont plus coûteuses, en ressources et/ou en temps, que celles de bas niveau. Cette augmentation du coût du progrès n'est pas contraire au concept inhérent à la singularité technologique qui stipule que la vitesse du progrès augmente car l'amélioration de la vitesse du progrès augmente du fait du développement des capacités de recherche et pas du fait des recherches elles-mêmes (celles-ci ne nécessite par forcement moins d'investissement, c'est la capacité d'investissement qui augmente). Ceci est compensé en rendant chaque avancement meilleur que d'autres avancements passés, pour une ressource investie donnée. De plus, dans les jeux de stratégie au tour par tour, le temps écoulé est réduit entre chaque tour (par exemple, dans la série Civilization, les tours passent progressivement de 20 ans en début de partie à 1 an par la suite).

## Sources et références
- (en) Cet article est partiellement ou en totalité issu de l’article de Wikipédia en anglais intitulé « Technology tree » (voir la liste des auteurs).